# Dunaújváros Stadion
A Dunaujváros Stadion egy labdarúgó stadion Dunaújvárosban, amelyben a Dunaújváros PASE labdarúgó csapata játssza hazai mérkőzéseit. A stadion 12000 ezer fő befogadására alkalmas, amelyből 10046 ülőhely. Ezzel Fejér vármegye második, Magyarország 13. legnagyobb labdarúgó arénája. Az építményt a 2000-es bajnoki cím megszerzésekor (akkor még Dunaferr SE) kezdték el építeni. A stadionban az új megvilágítás 2014 októberében készült el, azonban tervben vannak egyéb felújítási munkálatok is, mint új kijelző, fűthető füves pálya, új székek. A stadiont jelenleg a Dunaújvárosi PASE használja, amely az NB III-ban szerepel.

## Története
A régi stadiont 1952-ben adták át. Az építmény hivatalos befogadóképessége 11700 néző volt. A nyitómérkőzését a Sztálin Vasmű Építők játszotta a Sebes Gusztáv féle Magyar labdarúgó-válogatott ellen. Az aranycsapat 4-0-ra nyert. A 18 ezres nézőcsúcs ebben a stadionban az 1968-as Dunaújváros - FTC bajnoki mérkőzésen volt.
A stadionrekonstrukciós program keretében az újpesti stadion felújítása után másodikként Dunaújvárosban kezdődött el a munka. 2001. október 11-én Deutsch Tamás, akkori ifjúsági és sportminiszter, valamint Tóth László, a Dunaferr Rt. vezérigazgatója helyezte el a stadion alapkövét.
A létesítmény részei különböző ütemben készültek el. Először a két hosszanti oldalon készültek el a lelátók, majd amikor már a lelátók alatti vizesblokkok is elkészültek a 2002-2003-as idényben, akkor kapta meg az aréna a használatbavételi engedélyt. A nyitómérkőzést a hazai csapat a Debreceni VSC ellen játszotta és amely 0-0-s döntetlennel végződött. Az új stadionban a 6000 fős nézőcsúcsot a 2002. augusztus 24-ei Dunaferr - FTC mérkőzésen állították fel.